# Elliptio mcmichaeli
Elliptio mcmichaeli är en musselart som beskrevs av Clench och Turner 1956. Elliptio mcmichaeli ingår i släktet Elliptio och familjen målarmusslor. IUCN kategoriserar arten globalt som nära hotad. Inga underarter finns listade i Catalogue of Life.